# Michael Santos
Michael Nicolás Santos Rosadilla (ur. 13 marca 1993 w Montevideo) – urugwajski piłkarz występujący na pozycji napastnika w argentyńskim Vélez Sarsfield.